# Isola Anvers
L'isola di Anvers (chiamata anche isola di Antwerpen) è un'isola alta e montuosa, lunga 61 km. e la più grande dell'arcipelago di Palmer dell'Antartide, situata a nord della Terra di Graham e a sud-ovest dell'isola di Brabante, all'estremità sud-occidentale del gruppo. Fu scoperta da John Biscoe nel 1832 e nominata così nel 1898 dalla spedizione antartica belga guidata da Adrien de Gerlache in onore della provincia di Anversa in Belgio. Si trova a sud-ovest dell'isola di Brabante, all'estremità sud-occidentale del gruppo. 
La costa sud-occidentale dell'isola fa parte dell'area antartica a gestione speciale dell'isola di Anvers sud-occidentale e del bacino di Palmer (ASMA 7). L'isola dei cormorani, un'importante area ornitologica, si trova a 1 km dalla costa meridionale.
C'è un piccolo avamposto scientifico chiamato Palmer Station all'estremità meridionale dell'isola di Anvers dalla fine degli anni '60; è il più piccolo e il più a nord dei tre che gli Stati Uniti hanno nel continente. Il personale è composto da poche decine di persone, per lo più impegnate in ricerche marine e biologiche, e di solito viene rifornito via nave in quanto non ha un aeroporto regolare.

## Geografia
Con una superficie di 2432 km², l'isola è la più grande dell'arcipelago mentre la montagna più alta è il Monte Français, alto 2821 m. Fra l'isola di Anvers e l'isola Wiencke si trova il canale di Neumayer, uno stretto con numerosi ghiacciai, mentre fra l'isola di Anvers e le isole Biscoe si trova lo stretto di Bismarck.

## Geologia

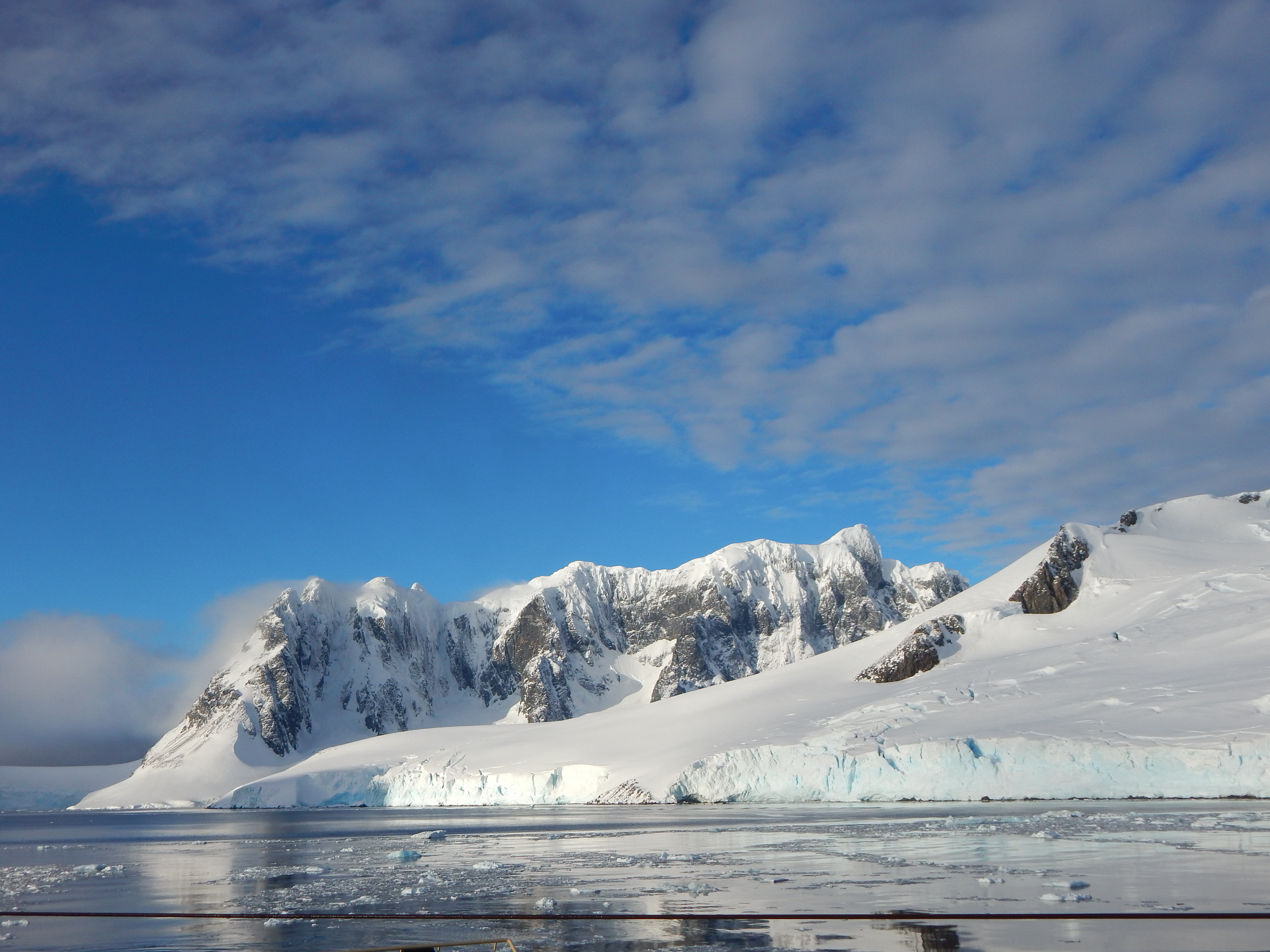
Il canale di Neumayer separa l'isola di Anvers dall'isola di Wiencke e dall'isola di Doumer a est.

Il blocco tettonico delle Isole Anversa-Melchior comprende la parte nord-occidentale dell'Isola di Anversa e le Isole Melchior al largo. Il blocco è delimitato a sud-est dalla faglia di Fournier con andamento SW-NE. Il blocco è composto da una suite vulcanica che potrebbe corrispondere al Gruppo Vulcanico della Penisola Antartica. I plutoni di granito, diorite e tonalite indicano tre fasi di intrusione datate a 68-54 Ma, 34 Ma e 21-20 Ma. Sono presenti due distinti sistemi di dicchi, forse di età terziaria. La parte sud-est dell'isola di Anversa fa parte del blocco tettonico del Canale di Neumayer.

## Stazione di Palmer

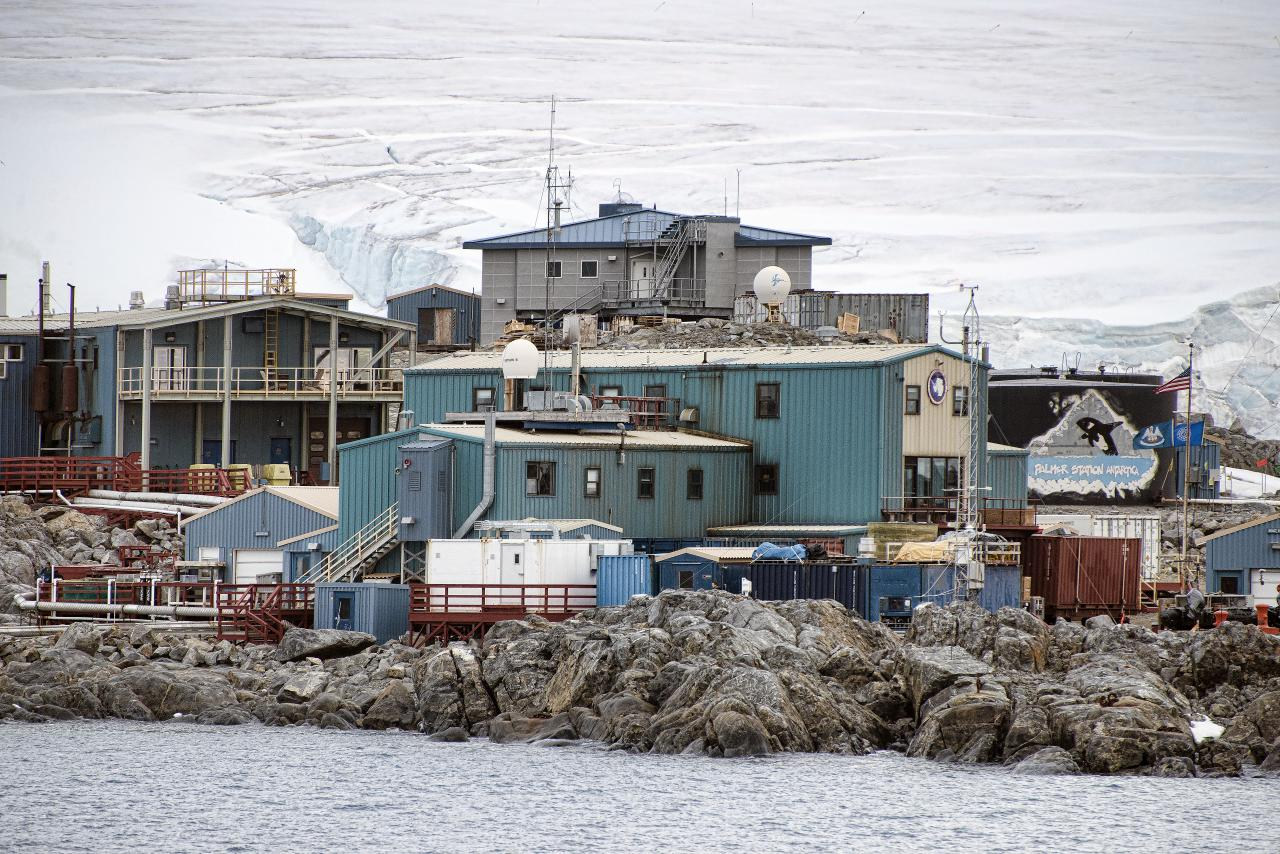
Stazione di Palmer

La stazione Palmer sull'isola di Anversa si trova a (64.77°S 64.05°O) ed è l'unica stazione statunitense dell'Antartide a nord del Circolo Polare Antartico. La costruzione terminò nel 1968. Circa 50 persone possono abitare la stazione di Palmer contemporaneamente. La stazione prende il nome da Nathaniel B. Palmer, probabilmente una delle prime tre persone a vedere l'Antartide. Ci sono laboratori scientifici nella stazione, così come un molo.
La prima stazione di Palmer è stata costruita nel 1965 sulla piccola e vicina isola di Amsler, ed è rimasta in piedi fino agli anni '90.

## Ex stazione del British Antarctic Survey

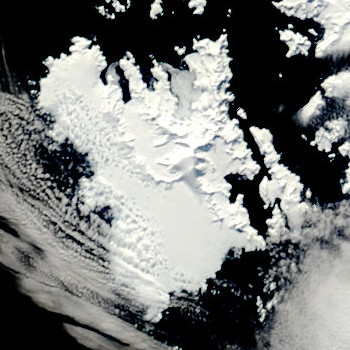
L'isola di Anvers vista dalla NASA

Sull'isola di Anvers, il British Antarctic Survey costruì e gestì una stazione (Base N) a scopo di rilevamento e geologia. Consisteva in una capanna e fu occupata dal 27 febbraio 1955 al 10 gennaio 1958. Nel 1958, la stazione fu chiusa quando i lavori locali furono completati. La sua capanna fu prestata al governo degli Stati Uniti il 2 luglio 1963, che la trasformò in un laboratorio biologico nel gennaio 1965 per l'uso da parte degli scienziati americani presso la vicina Palmer Station. La stazione britannica fu aperta a supporto di una struttura aerea dal 1969 al 1971. Fu distrutta da un incendio il 28 dicembre 1971, mentre era in fase di ristrutturazione da parte del British Antarctic Survey. I detriti sono stati rimossi dai membri del Programma Antartico degli Stati Uniti nel 1990/1991. Rimangono solo fondamenta concrete.
Una pista da sci è stata in uso dal 1969 al 1973. Le operazioni aeree furono trasferite ad Adelaide (Stazione T) nel 1973 quando la pista si deteriorò. La skiway rimase in uso ad intermittenza fino al 15 novembre 1993.